# Blandine Delavenne
Pour les articles homonymes, voir Delavenne.
 (septembre 2013).
Blandine Delavenne est une joueuse française de hockey sur gazon, née le 18 décembre 1960 à Nampty dans la Somme. Elle est la sœur de Bruno Delavenne.

## Biographie
Blandine Delavenne a intégré l'Amiens Sports Club en 1970, dans lequel est elle restée jusqu'en 1997. Elle a participé à 15 coupes d'Europe des clubs et a été sélectionnée 111 fois dans l'équipe nationale féminine de hockey sur gazon, juste derrière la recordwoman Sophie Llobet à 187.
Elle est ensuite devenue entraîneuse de l'équipe de France de hockey sur gazon

## Palmarès
- Championne de France de hockey sur gazon en 1983, 1984, 1993 et 1995.
- Championne de France de hockey en salle en 1982,1984,1985,1987 à 1993 et 1996

- Coupe d'Europe des clubs champions :
  - Glasgow (1984 - Groupe B, 3e)
  - Madrid (1985 - Groupe B, 2e)
  - Bloemendaal (1994 - Groupe A, 5e) - Rabobank award player (meilleure joueuse de la compétition)
  - Prague (1996 - Groupe B, 2e)

- Coupe d'Europe des vainqueurs de coupe :
  - Amiens (1991 - Groupe A, 4e)
  - Vught (1992 - Groupe A, 7e)
  - Amiens (1993 - Groupe B, 2e)
  - Groningue (1995 - Groupe A, 5e)
  - Kampong (1997 - Groupe A, 7e)

- Coupe d'Europe de hockey en salle :
  - Amiens (1991, groupe A, 4e)
  - Russelsheim (1992, groupe A, 6e)
  - Zurich (1993, groupe B, 1èr)
  - Russelsheim (1994, groupe A, 5e)
  - Minsk (1996, groupe B, 2e)
  - Amiens (1997, groupe A, 6e)